# Mahamadou Diarra
Mahamadou Diarra (Bamako, 1981. május 18. –) korábbi mali labdarúgó, és a válogatott középpályása.

## Pályafutása

### Junior évek
Diarra a görög OFI Kréta együttesében kezdte pályafutását, ahol mindössze egy szezont töltött, és az itt töltött idő alatt 21 meccsen szerepelt a kiscsapatban, és ezeken 2 gólt szerzett. Ezután a holland Vitesse együtteséhez szerződött, itt már kicsit többet, 3 szezont húzott le, és itt 69 meccsen 3 gólt szerzett. Az akkori edző, Ronald Koeman egy alkalommal azt nyilatkozta róla, hogy egy nagyon jó középpályás válhat belőle, csak meg kell tanulnia kezelni indulatait.

### Olympique Lyon
Diarra 2002-től 2006-ig játszott itt, és ez idő alatt 4 alkalommal nyerte meg csapatával a Ligue 1 küzdelmeit. 121 meccset játszott a franciáknál, és ez alatt mindössze 7 gólt szerzett. Amikor távozni készült a csapattól, az edző, Gérard Houllier nagyon magasra srófolta az árát, mintegy 40 millió eurót kért érte, ami annyi, amennyit előző évben a Chelsea fizetett nekik Michael Essienért. Végül a legkitartóbb kérőnek a Real Madrid bizonyult a Manchesterrel szemben, és végül 2006. augusztus 16-án jutottak megegyezésre a felek, és a Real 26 millió eurót utalt át a Lyon számlájára.

### Real Madrid
Mikor 2006 augusztusában Diarra a Realhoz került, Iván Helguera 6-os mezét kapta meg. Sokáig alapember volt Capello 2 szűrős rendszerében, ám amikor már egy ideje nem jöttek úgy az eredmények, ahogy azt a vezetés és a szurkolók elvárták, hirtelen az oldalvonal mellett találta magát, ugyanis helyére a sokkal támadóbb felfogású Guti került, az ő posztján pedig Emersont favorizálta az olasz mester. Miután már csak elvétve, vagy csak csereként kapott lehetőséget, 2007 nyarán úgy nézett ki, hogy a Milanhoz távozik. Ám végül maradt, és nem is bánta meg, ugyanis a bajnokság utolsó fordulójában gólt fejelt a Mallorca hálójába, és ezt a meccset végül 3–1-re nyerte meg a királyi gárda, ahol ő volt a meccs legjobbja. Ezzel a győzelemmel a Real végül megnyerte az egyik legkiélezettebb spanyol bajnokságot. Diarra volt a madridiak egyik legjobb játékosa a szezonban, amelyben sűrűn csillogtatta erényeit, a munkabírást, valamint a fejpárbajokban rendre jobbnak bizonyult ellenfeleinél. Ám még azóta is talán az egyik leggyengébb tulajdonsága a temperamentuma.
A sok nagy sztár ellenére igen népszerű a blancók szurkolói között. Hiába a jó teljesítmény, az új edző, Bernd Schuster 2008 nyarán szeretne megválni tőle. Amikor másodszor is megnyerték a spanyol bajnokságot, Diarra a játékosokkal szemben állva elkezdett táncolni, és közben azt mondogatta, hogy "Diarra marad, Diarra marad. Diarrát nem adják el, Diarrát nem adják el!"

### Fulham
Rövid monacói kitérő után 2012 februárjában Angliába, a Fulham csapatához igazolt.

## Pályafutása statisztikái
| Klub               | Szezon             | Bajnokság | Bajnokság | Kupa  | Kupa | Nemzetközi | Nemzetközi | Összesen | Összesen |
| Klub               | Szezon             | Mérk.     | Gól       | Mérk. | Gól  | Mérk.      | Gól        | Mérk.    | Gól      |
| ------------------ | ------------------ | --------- | --------- | ----- | ---- | ---------- | ---------- | -------- | -------- |
| Lyon               | 2002-03            | 25        | 0         | 5     | 1    | 8          | 0          | 38       | 1        |
| Lyon               | 2003-04            | 28        | 1         | 1     | 1    | 10         | 0          | 39       | 2        |
| Lyon               | 2004-05            | 36        | 2         | 3     | 1    | 9          | 2          | 48       | 5        |
| Lyon               | 2005-06            | 32        | 3         | 5     | 1    | 8          | 2          | 45       | 6        |
| Lyon               | 2006-07            | 2         | 0         | 0     | 0    | 0          | 0          | 2        | 0        |
| Lyon               | Összesen           | 123       | 6         | 14    | 4    | 35         | 4          | 172      | 14       |
| Real Madrid CF     | 2006-07            | 33        | 2         | 2     | 0    | 7          | 1          | 42       | 3        |
| Real Madrid CF     | 2007-08            | 30        | 0         | 2     | 0    | 6          | 0          | 38       | 0        |
| Real Madrid CF     | 2008-09            | 9         | 0         | 1     | 0    | 3          | 0          | 13       | 0        |
| Real Madrid CF     | 2009-10            | 15        | 0         | 2     | 0    | 3          | 0          | 20       | 0        |
| Real Madrid CF     | 2010-11            | 15        | 0         | 2     | 0    | 3          | 0          | 20       | 0        |
| Real Madrid CF     | Összesen           | 87        | 2         | 7     | 0    | 19         | 1          | 113      | 3        |
| Karrierje összesen | Karrierje összesen | 210       | 8         | 21    | 4    | 54         | 5          | 285      | 17       |

## Sikerei, díjai

### Lyon
- Bajnok: 2002-03, 2003-04, 2004-05, 2005-06
- Szuperkupa-győztes: 2003, 2004, 2005, 2006

### Real Madrid
- Bajnok: 2006-07, 2007-08
- Szuperkupa-győztes: 2008